# Marat Gelman
Marat Aleksanrowicz Gelman (ros. Марат Александрович Гельман; ur. 24 grudnia 1960 roku w Kiszyniowie, obecnie Mołdawia) – rosyjski marszand i menedżer artystyczny, publicysta, technolog polityczny, jeden z doradców Wiktora Janukowycza w trakcie pomarańczowej rewolucji.

## Życiorys
W 1983 roku ukończył Moskiewski Instytut Łączności. W 1990 roku otworzył w Moskwie prywatną  galerię, która istniała do kwietnia 2012 roku i cieszyła się opinią jednej z czołowych rosyjskich galerii sztuki współczesnej. Od czerwca 2002 do lutego 2004 roku pełnił funkcję zastępcy dyrektora generalnego stacji telewizyjnej Pierwyj kanał. Był członkiem Społecznej Izby Federacji Rosyjskiej III kadencji (2010-2012). Głównie dzięki staraniom senatora i biznesmena Siergieja Gordiejewa udało się Gelmanowi założyć w uralskim Permie muzeum sztuki współczesnej, który został uznany przez Financial Times za „jedną z najbardziej spektakularnych galerii sztuki współczesnej w Rosji”. To jedyne w Rosji prowincjonalne muzeum sztuki współczesnej nazwano PERMM. Przez kilka lat Marat Gelman piastował tam stanowisko dyrektora i do 2012 roku otwarcie popierał  putinowską Jedną Rosją, jednak w 2013 roku zaprosił do Permu krasnojarskiego malarza Wasilija Słonowa z jego satyrycznymi rysunkami wyśmiewającymi Zimowe Igrzyska Olimpijskie w Soczi. Po tej skandalizującej wystawie Marat Gelman został zwolniony z funkcji dyrektora Permskiego Muzeum Sztuki Współczesnej.

### Życie prywatne
Jest synem Aleksandra Gelmana.